# María Renée Prudencio
María Renée Prudencio (La Paz, 28 ottobre 1974) è un'attrice boliviana.

## Biografia
Ha studiato letteratura spagnola presso l'Università di Santiago del Cile.
Ha iniziato la sua carriera di attrice nel 1995 con la miniserie boliviana Historia del Vecino di Fernando Aguilar.
Nel 1995 ha partecipato come co-protagonista nel film Jonás y la ballena rosada del regista Juan Carlos Valdivia. In teatro ha lavorato nel lavoro di Sabina Berman Sudden Death con gli attori Plutarco Haza e Juan Manuel Bernal.
Partecipa alle serie  Nada personal (1996), Rivales por accidente (1997), Mirada de Mujer (1997), Tentaciones (1998), Agua y aceite (2002), Mirada de mujer: El regreso (2003), La otra mitad del sol (2005), Pasión Morena (2009), Amor Cautivo (2012)  e Amore senza tempo (2013). 
Ha scritto le serie televisive Prohibido Amar e El hotel de los secretos.

## Filmografia

### Regista
- Quemar las naves (2007)
- Gregoria la cucaracha - programma televisivo (2009)
- La tiricia o de comó curar la tristeza - cortometraggio (2012)
- Tercera Llamada (2013)
- Prohibido Amar - telenovela (2013)
- El hotel de los secretos - telenovela (2016)
- Eterno femminile (2017)
- Coyote - serie TV (2021- in corso)

### Attrice

#### Cinema
- Muerte súbita - cortometraggio (1987)
- Jonás y la ballena rosada (1995)
- La despedida - cortometraggio (1996)
- Una noche más - cortometraggio (1997)
- Bala bume bum! - cortometraggio (2000)
- En Aguas Quietas - cortometraggio (2011)
- La vida después (2013)
- Club sándwich (2013)
- Vidas Violentas (2015)

#### Televisione
- Nada personal - telenovela (1996)
- Rivales por accidente - programma televisivo (1997)
- Mirada de mujer - telenovela, 2 episodi (1997)
- Tentaciones - programma televisivo, 3 episodi (1998)
- Amor a las carreras - serie TV (1999)
- Agua y aceite - programma televisivo (2002)
- Mirada de mujer: El regreso - telenovela (2003)
- La otra mitad del sol - programma televisivo (2005)
- ADN: La prueba - film TV (2005)
- Deja qué la vida te despeine - miniserie TV (2006)
- Montecristo - telenovela, 1 episodio (2006)
- Pasión Morena - telenovela, 1 episodio (2009)
- Amor Cautivo - telenovela, 1 episodio (2012)
- Amore senza tempo - telenovela, 1 episodio (2013)